# اورلند کی. آرمسترانگ
اورلند کی. آرمسترانگ (Orland Kay Armstrong)‏ (۲ اکتبر ۱۸۹۳ – ۱۵ آوریل ۱۹۷۸)، از جمهوریخواهان عضو مجلس نمایندگان ایالت متحده آمریکا، روزنامه‌نگار و فعال مدنی بود.

## اوایل زندگی
اورلند «اُ.کی.» آرمسترانگ در ویلو اسپرینگز واقع در میزوری به دنیا آمد، او سومین فرزند از میان نه فرزند خانواده بود. پدرش، جناب ویلیام آرمسترانگ، معلم مدرسه و کشیش بود. خانواده اورلند بی‌وقفه در حال جابجایی در مناطق جنوبی میسوری بود چرا که پدرش مدام محل تدریسش را تغییر می‌داد یا برای تأسیس کلیساهای جدید به جاهای مختلف می‌رفت. سرانجام در سال ۱۹۰۷ خانواده آرمسترانگ در کارترویل سکونت گزید و درست در همین شهر بود که اورلند توانست در سال ۱۹۱۲ به عنوان شاگرد اول، دبیرستان را به پایان برساند. سپس وارد کالج دروری در اسپرینگ‌فیلد شد و با اخذ مدرک کارشناسی آموزش در سال ۱۹۱۶ به عنوان دانشجوی ممتاز از آنجا فارغ‌التحصیل شد.
اولین تجربه آرمسترانگ در زمینه تدریس به کالج ساوت‌وست باپتیست بازمی‌گردد، او در این کالج که در شهر بولیوار میسوری قرار داشت به تدریس زبان انگلیسی و آموزش بسکتبال مشغول شد. ساوت‌وست باپتیست کاملاً مناسب او بود چرا که پدربزرگ مادریش، کشیش دانیل پرستون، یکی از بینان‌گذاران این کالج به‌شمار می‌رفت. با ورود آمریکا به جنگ جهانی اول در آوریل ۱۹۱۷، آرمسترانگ از کالج مرخصی گرفت تا برای خدمت به ارتش آمریکا بپیوندد. او که به واحد مخابرات اعزام شده بود، آموزش خلبانی دید تا در طول جنگ به عنوان مربی خلبانی فعالیت کند. درست هنگامی که به کار آموزش خلبانی اشتغال داشت با قبول سردبیری نشریه هوانوردی به نام پراپلر برای نخستین بار به عرصه روزنامه‌نگاری گام گذاشت. پس از پایان جنگ جهانی اول، موقعیت کاری برای آرمسترانگ در YMCA فراهم شد و او برای دو سال به فرانسه رفت. وی در آنجا به مراقبت از اسیران جنگی روسی کمک می‌کرد که در انتظار بازگشت به سرزمین مادری‌شان بودند.
در سال ۱۹۲۰ و پس از بازگشت از فرانسه، آرمسترانگ تصمیم گرفت تا تحصیلاتش را در دانشگاه کامبرلند ادامه دهد و بدین‌ترتیب در سال ۱۹۲۲ دومین مدرک کارشناسی خود را در رشته حقوق دریافت کرد. او در آزمون کانون وکلای میسوری شرکت کرد و در آن موفق شد ولی انتخابش این بود که فعالیت حقوقی انجام ندهد. در مقابل در دانشگاه میسوری ثبت نام کرد و درسال ۱۹۲۵ موفق به اخذ مدرک کارشناسی و کارشناسی ارشد در رشته روزنامه‌نگاری از این دانشگاه شد. او که بار دیگر جایگاه خود را به عنوان معلم بازیافته بود، اقدام به راه‌اندازی دانشکده روزنامه‌نگاری در دانشگاه فلوریدا نمود. وی از اواسط دهه ۱۹۲۰علاوه بر تدریس، به عنوان روزنامه‌نگار آزاد نیز برای چندین روزنامه و نشریه داخلی کار می‌کرد. یکی از مواردی که شهرت فراوانی برای آرمسترانگ به ارمغان آورد، مصاحبه استثنایی او در سال ۱۹۲۷ با چارلز لیندبرگ برای مجله بویزلایف بود. این مصاحبه سبب دوستی مادام‌العمر این دو خلبان شد که ریشه هر دو با میسوری پیوند خورده بود.

## سیاست
اورلند آرمسترانگ در سال ۱۹۲۹ به میسوری بازگشت و یک سال بعد برای نخستین بار با حضور در رقابت‌های انتخاباتی مجلس سنا وارد سیاست شد ولی از دستیابی به کرسی مجلس بازماند. در سال ۱۹۳۲ او بار دیگر عزم خود را جزم کرد و درست زمانی که از کاخ سفید تا مجلس نمایندگان به‌طور کامل در اختیار دموکرات‌ها بود؛ توانست به عنوان یکی از ده نماینده جمهوریخواه به مجلس نمایندگان میسوری راه یابد. او تا سال ۱۹۳۶ در خدمت مجلس بود و بعدها نیز یک بار دیگر در فاصله سال‌های ۱۹۴۲ تا ۱۹۴۴ امکان حضور در این مجلس را پیدا کرد. آرمسترانگ حتی زمانی که در مجلس قانون‌گذاری ایالتی بود، روزنامه‌نگاری را رها نکرد تا جاییکه حتی برخی گزارش‌های او پیامدهایی را در سطح ملی به دنبال داشت. یکی از این گزارش‌ها، مجموعه مقالاتی بود که در سال ۱۹۳۴ دربارهٔ فساد در نظام سیاسی کانزاس‌سیتی و قماربازی رئیس یکی از احزاب سیاسی آنجا به نام تام پندرگاست منتشر کرد. در آن هنگام، پندرگاست از حامیان اصلی هری اس. ترومن بود که در سال ۱۹۴۵ به ریاست‌جمهوری آمریکا رسید. آرمسترانگ به واسطه این نوشته از سوی فرماندار میسوری، لوید استارک، در سال ۱۹۳۸به عنوان بازرس ویژه منصوب شد و یک سال بعد نیز در برابر هیئت‌منصفه عالی جکسون‌کانتی که به فعالیت‌های دستگاه تحت نظر پندرکاست رسیدگی می‌کرد، شهادت داد.
با آغاز جنگ جهانی دوم، آرمسترانگ دیدگاه‌های انزواطلبانه خود را عیان کرد و به همراه دوستش چارلز لیندبرگ، در زمره نخستین کسانی بودند که به کمیته اول آمریکا پیوستند. با این حال، پس از حمله ژاپن به پرل‌هاربر، او با تمام وجود از تلاش‌های دولت آمریکا برای پیروزی در جنگ حمایت کرد. وی بار دیگر در سال ۱۹۴۲ به مجلس نمایندگان میسوری راه یافت ولی از شرکت در رقابت‌های انتخاباتی ۱۹۴۴ انصراف داد و به جای آن در انتخابات معاونت فرمانداری میسوری حاضر شد که البته به ناکامی انجامید. اورلند آرمسترانگ از سال ۱۹۴۴ تا ۱۹۵۰ مناصب دولتی مختلفی را برعهده داشت که از آن جمله می‌توان به عضویت در کمیته اداره پست و خدمات شهری مجلس سنا اشاره کرد.
آرمسترانگ تنها یک دوره به کنگره راه یافت و آن هم در سال ۱۹۵۰ بود. با اینکه در قانونگذاری تازه‌کار بود ولی توانست رویدادی بین‌المللی را رقم بزند. در سال ۱۹۵۱ و طی سفری که در سال ۱۹۵۱ در قالب یک کمیته حقیقت‌یاب به خاور دور و تایوان داشت با چیانگ کای-شک، رهبر ناسیونالیست‌های چینی، ملاقات کرد تا نیروهای ناسیونالیست را برای ورود به جنگ کره ترغیب کند، طرحی که با مخالفت شدید دولت ترومن مواجه شد. در خلال کنفرانس صلح متحدان ژاپن، در ملأعام صحبت‌های تندی میان آرمسترانگ و آندری گرومکیو، فرستاده ارشد اتحاد جماهیر شوروی، در مورد اردوگاه‌های کار اجباری سرگرفت. اگر چه گرومکیو تمام اتهامات وارده را رد کرد ولی این گفتگو سبب تشدید جنگ سرد شد و تمامی تلاش‌های دیپلماتیک آمریکا برای بهره‌گیری از نفوذ شوروی در کره‌شمالی و رهبر کمونیست چین به منظور دستیابی به معاهده صلح در کره، نقش بر آب شد.
در پی سرشماری سال ۱۹۵۰ و تغییر حوزه‌های انتخابیه کنگره، آرمسترانگ ناگزیر شد در انتخابات ۱۹۵۲ در مقابل دوست و همکار جمهوریخواه خود یعنی دووی جکسون شورت قرار گیرد. از این رو، به جای رقابت با جکسون تصمیم گرفت که در انتخابات شرکت نکند.
وی به واسطه جان فاستر دولس که از دوستان قدیمیش بود به عنوان مدیر رسانه‌ای وزارت امور خارجه ایالات متحده انتخاب شد. با این حال پیش از اینکه آرمسترانگ تصدی این سمت را عهده‌دار شود معلوم شد که قرار است او از سوی سرویس درآمد داخلی تحت بازجویی قرار بگیرد. سرانجام رونالد آرمسترانگ به سه فقره فرار مالیاتی محکوم شد و مبلغ هنگفتی را بابت مالیات معوق و جریمه پرداخت کرد ولی به زندان محکوم نشد. در سال ۱۹۵۶، سرویس درآمد داخلی اعلام کرد که آرمسترانگ تعمداً دولت را فریب نداده‌است. در نتیجه رقمی در حدود ۱۲ هزار دلار بابت اضافه پرداخت مالیاتی، جرایم و بهره پول به او عودت داد. وی دو حضور ناموفق دیگر نیز در رقابت‌های انتخاباتی دوره‌های ۱۹۶۶ و ۱۹۸۲ داشت و در تلاش برای حضور دوباره در مجلس نمایندگان میسوری ناکام ماند.

## زندگی پس از سیاست
اورلند آرمسترانگ در سال‌های باقی مانده از حیاتش به کار روزنامه‌نگاری ادامه داد. از اواسط دهه ۱۹۴۰ در سمت‌های مختلف به استخدام مجله ریدرزدایجست درآمد؛ اعتبار او به سبب نوشتن بیش از ۱۲۵ مقاله برای نشریات و حضور در هیئت تحریریه آنها است. مقالات او که برخی با نام مستعار نوشته شده‌است، اغلب در جهت تحقق حقوق مدنی، محکوم ساختن بدهی‌های فزاینده کشور و تأکید بر عواقب صنعت پورنوگرافی بود. در سال ۱۹۷۰ او در شکل‌گیری تشکلی موسم به شورای شهروندی نجابت در اسپرینگ‌فیلد میسوری نقش داشت که در واقع یک گروه مخالف پورنوگرافی در این شهر بود.

## زندگی شخصی
اورلند آرمسترانگ دو بار ازدواج کرد. او همسر اولش، لوئیس مک‌کول را در سال ۱۹۲۰ ملاقات کرد، زمانی که لوئیس مدت کوتاهی برای کار نزد پدر و مادر رونالد در فلوریدا آمده بود. آنها در سال ۱۹۲۲ ازدواج کردند و صاحب پنج فرزند شدند. لوئیس آرمسترانگ در سال ۱۹۴۷ به دلیل سرطان از دنیا رفت. دو سال بعد و در سال ۱۹۴۹ او با یکی از دوستان و همکاران نویسنده‌اش به نام ماری‌جوری مور پیوند زناشویی بست و تا زمان مرگش با او زندگی کرد. اورلند کی. آرمسترانگ در ۱۵ آوریل ۱۹۸۷ در اسپرینگ‌فیلد درگذشت. وی در گورستان گرین‌لاون این شهر به خاک سپرده شد. زندگینامه او که به تأیید خانواده آرمسترانگ رسیده‌است، در اکتبر ۲۰۲۰ منتشر شد.